# Psilodump
Сімон Рам (нар. 15 грудня 1980), знаний як Psilodump — шведський музикант, ді-джей і музичний продюсер зі Стокгольма. Він також випускав музику під своїм справжнім іменем, а також як Psilodumputer, Pushiro і J.Panic.

## Біографія
Рам почав створювати музику у віці 11 років на комп'ютері Amiga 500, а згодом Amiga 1200, після чого перейшов на IBM PC, синтезатори та інше музичне обладнання. Його перші музичні виступи проходили на місцевих громадських заходах, які, за його словами, мали невідповідний контекст для його енергійних виступів. Наприкінці 1990-х він став виступати на рейвах, серед яких були як законні, так і незаконні заходи. Префікс його сценічного імені «псило-» походить саме з наркотичної субкультури рейвів. До того, як його професією стала музика, Рам працював фахівцем із обслуговування комп'ютерів.

## Музичний стиль
Стиль Psilodump тісно пов'язують із музикою чиптюн, починаючи з 2000 року, відколи він відкрив для себе цей жанр через спільноту на сайті Micromusic.net. На форумі учасникам дозволялося публікувати власні пісні, бажано написані під впливом музики до ігор. Сімон вважав цю ідею кумедною, але все ж спробував. Пісня, яка була здебільшого жартом, добре сприйнялася на форумі та невдовзі стала дуже популярною серед засновників спільноти. Відтоді цей стиль став візитівкою Psilodump. Декілька його альбомів було випущено на лейблах цього жанру, поміж яких Micromusic і 8bitpeoples, хоча сам він висловлював неприязнь до більшості чиптюн-музики і критикував тенденції до спрощення серед деяких музикантів жанру.
Premonition Magazine описав EP Gamma як «інноваційне та добре аранжоване поєднання IDM, техно і бітпопу».
За словами самого Сімона, в числі музики, що вплинула на нього, — Aphex Twin, Pink Floyd, Nine Inch Nails, Orbital, Kraftwerk, Squarepusher, Cylob, Die Krupps, Hardfloor, Yello, System of a Down, Laibach, Девіда Боуї, Westbam, Björk, Hallucinogen, Moby і Din Stalker.

## Музичний шлях

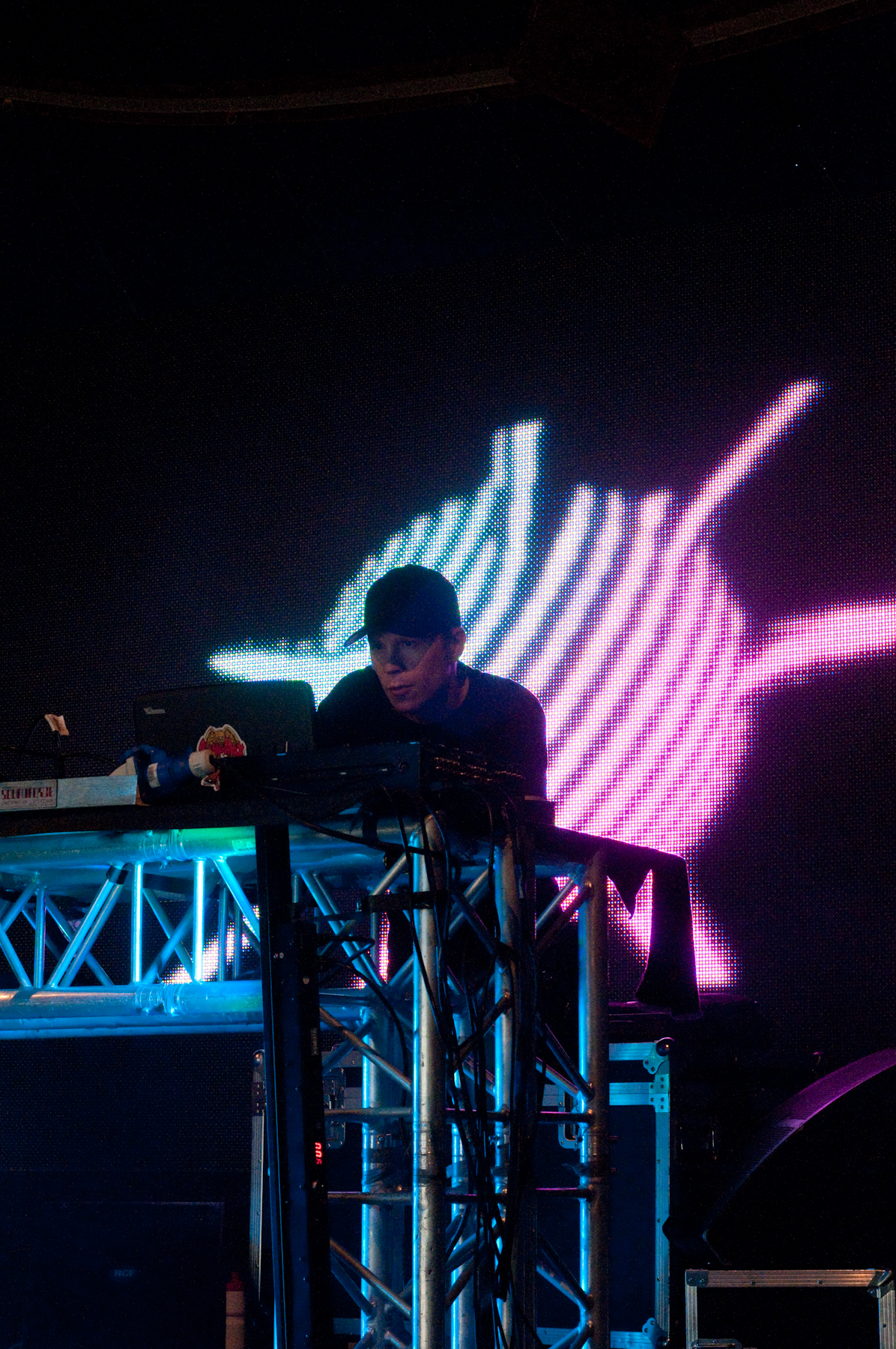
Psilodump на фестивалі Peace & Love у 2009

Рам почав випускати музику наприкінці 1990-х на власному лейблі 476 Records, переважно використовуючи CD-R.
Найпершу відому його роботу з середини 1990-х, випущену під іменем Pushiro, було перевидано на лейблі Art of Realistix у 2005. Для першого свого альбому поза лейблом 476 Records він використав ім'я Psilodumputer. Це був EP 2001-го року Full of SID / Microcompo Remixes на лейблі Domizil.
У 2002 вийшов перший офіційний реліз під іменем Psilodump — EP Gamma, виданий на Sound of Habib, після чого Сімон переважно видавав музику саме під цим іменем. Після виходу Gamma Premonition Magazine схвально оцінили творчість Psilodump і зазначили, що «цей юнак має досягти великих успіхів».
Далі Psilodump випускав свою музику на CD, вінілі та онлайн, видаючи її на декількох лейблах, серед яких Sound of Habib, Q-Records, Kahvi Collective, Micromusic, 8bitpeoples, Eclectro Records, Candy Mind Records, Monotonik, Ninjani Diskus, Demon Tea Recordings, Data Airlines, а також його власні 476 Records та X-DuMP3.
Окрім Psilodump, у 2001 Рам випустив EP Full of SID/Microcompo Remixes, присвячений звуковому чипу комп'ютера Commodore 64, під іменем Psilodumputer, а також When DJing has gone як J.Panic.
У 2003 Сімон став співзасновником The X-Dump, шведський електронний гурт, і лейбл звукозапису разом із Din Stalker, Dorothy's Magic Bag і своїм братом Пазою Рам.
Psilodump активно їздив із турами, граючи музику на багатьох відомих заходах у Швеції, серед яких фестиваль Peace & Love, прайд у Стокгольмі , Blip Festival і Norbergfestival.
Багато творів Psilodump випущені за умовами ліцензії Creative Commons і доступні безкоштовно на декількох сайтах, серед яких Internet Archive.

### Дискографія
- 476 Volume 1: You're Not Eating It, It's Eating You (476, 1999)
- 476 Volume 2: Psychoactive Sonic Extracted From My Brain (476, 1999)
- 476 Volume 3: Hellbender (476, 1999)
- 476 Volume 4: Psilophytondapsile (476, 2000)
- 476 Volume 5: *Not-Maybe-Could-Had* (476, 2000)
- 476 Volume 6: The Light Is the Biggest Lie (476, 2000)
- Full of SID / Microcompo Remixes EP (as Psilodumputer) (Domizil, 2001)
- Gamma EP (Sound of Habib, 2002)
- Symptom EP (Sound of Habib, 2003)
- Melia EP (Kahvi Collective, 2003)
- Yo Joe Hoe (Micromusic, 2003)
- Memory Loss (8bitpeoples, 2004)
- Washed (Eclectro, 2004)
- Modify (as Pushiro) (The Art Of Realistix, 2005)
- Collecting Shit (as Pushiro) (The Art Of Realistix, 2005)
- Drop the Kontrabas (as Pushiro) (The Art Of Realistix, 2005)
- You Sick Little Monkey (X-DuMP3, 2005)
- Sov Gott (Candy Mind, 2005)
- Jag Och Psilodump (Monotonik, 2005)
- The Night I Lost You All You All (Candy Mind, 2005)
- Psilodumputer (Ninjani Diskus, 2006)
- Room With No Exit EP (Candy Mind, 2006)
- Never Heal (476, 2006)
- Behind the False Smile (X-DuMP3, 2006)
- Mutiny of the Robots (8bitpeoples, 2006)
- Tetrapoda EP (as Simon Rahm) (WikRahm, 2008)
- Scyphozoa (as Simon Rahm) (WikRahm, 2008)
- Elkabel (WikRahm, 2008)
- Muikku (476, 2008)
- Hidden Trains of Pippuri (476, 2009)
- The Nya Albumet (Demon Tea, 2009)
- The Return of the Snabelnauts (476, 2009)
- Brains / Never Heal Uncut (476, 2009)
- 2009-12-19: Blip Festival 2009, The Bell House, Brooklyn, NY, USA (Free Music Archive, 2010)
- The Somnambulist (476, 2010)
- The Droidwhatever EP (X-DuMP3, 2010)
- The Almost Black EP (476, 2011)
- Metronomnomnom (8bitpeoples, 2011)
- Drop (Data Airlines, 2012)
- Kanon (476, 2012)
- What Mind (476, 2012)
- The Nearly Island (476, 2013)
- Whut (476, 2013)
- Drunk Hypnotist (476, 2013)
- Smask (476, 2013)
- Ryck (476, 2013)
- Nine (476, 2014)
- Låtsades Krama Remixes (476, 2014)
- Jag Minns Inte Remixes (476, 2014)
- Wefosi (476, 2015)
- The Ground (476, 2018)
- Kanske Lite (476, 2019)